# Fabio Galante
Fabio Galante (ur. 20 listopada 1973 w Montecatini Terme) – włoski piłkarz, występujący na pozycji obrońcy.

## Kariera klubowa
Karierę piłkarską Fabio Galante rozpoczął w trzecioligowego Empoli FC w 1991 roku. W klubie z Empoli grał przez trzy lata. Dobra zaowocowała transferem do pierwszoligowej Genoy. W klubie z Genui grał przez trzy lata, po drodze spadając do Serie B. W 1996 roku przeszedł do Interu Mediolan w ramach wymiany za Felice Centofantiego.
W Interze Galante zadebiutował 28 sierpnia 1996 w wygranym 3-1 meczu z Ravenną w Pucharze Włoch. W Interze Galante grał do 1999 roku. Ostatni raz w barwach Interu zagrał 25 kwietnia 1999 roku w przegranym 1-3 meczu ligowym z Udinese Calcio. Z Interem dotarł do finału Pucharu UEFA 1997, w 1998 wygrał to trofeum oraz zdobył wicemistrzostwo Włoch 1998. Ogółem w barwach Interu wystąpił w 88 meczach (55 w lidze, 20 w europejskich pucharach oraz 13 w Pucharze Włoch) i strzelił 3 bramki (2 w lidze oraz 1 w europejskich pucharach w meczu ze Skonto Ryga). W 1999 odszedł do Torino FC.
W Torino grał do 2004 roku dwukrotnie spadając z nim do Serie B w 2000 i 2003 oraz raz awansując do Serie A w 2001 roku. Łącznie w barwach klubu z Turynu wystąpił w 124 meczach i strzelił 6 bramek. Od 2004 roku jest zawodnikiem AS Livorno Calcio. Z klubem z Livorno w 2008 roku spadł z Serie A, by w następnym powrócić do niej.

## Kariera reprezentacyjna
Fabio Galante występował w młodzieżowych reprezentacjach Włoch. W 1991 roku w kadrze U-18, a w latach 1993–1996 reprezentacji U-21, z którą zdobył mistrzostwo Europy U-21. W 1996 roku został powołany do kadry U-23 na Igrzyska Olimpijskie. Na turnieju w Atlancie wystąpił w dwóch meczach z Meksykiem i Ghaną. Nigdy nie zagrał w pierwszej reprezentacji Włoch.